# Satoshi Shimizu
Satoshi Shimizu (清水 聡?, Shimizu Satoshi; Sōja, 13 marzo 1986) è un pugile giapponese.

## Palmarès
- Olimpiadi

Londra 2012: bronzo nei pesi gallo.
- Asiatici - Dilettanti

Zhuhai 2009: bronzo nei pesi piuma.